# Cyanopyrenia japonica
Cyanopyrenia japonica — вид грибів, що належить до монотипового роду  Cyanopyrenia.